# All Live and All of the Night
Albums de The Stranglers
Live (X Cert)
(1979) The Early Years '74 '75 '76 Rare Live and Unreleased
(1992)
All Live and All of the Night est le deuxième album live des Stranglers, enregistré au Zénith de Paris le 29 avril 1985, à l'Hammersmith Odeon de Londres le 31 mars 1987 et au festival de Reading le 30 août 1987.

## Titres
1. No More Heroes
2. Was It You
3. Down In The Sewer
4. Always The Sun
5. Golden Brown
6. North Winds
7. European Female
8. Strange Little Girl
9. Nice 'N' Sleazy
10. Toiler On The Sea
11. Spain
12. London Lady
13. All Day and All of the Night

Lors de la réédition de 2001 de l'album, huit titres bonus ont été ajoutés :
1. Souls
2. Uptown
3. Shakin' Like a Leaf
4. Who Wants the World
5. Peaches
6. Straighten Out
7. Nuclear Device
8. Punch and Judy